# Ацтекский свисток смерти

Ацтекский свисток смерти

Свисто́к сме́рти (аст. Ehecachichtli) — керамический артефакт, музыкальный инструмент, созданный и использовавшийся коренными народами Мексики (в частности, ацтеками) и предположительно издававший «свист смерти», заставляя людей испытывать чувство страха. Его применение было связано с культом бога ветра Эекатля и бога смерти Миктлантекутли. На астекских языках артефакт назывался «Ehecachichtli». Термин «ацтекский свисток смерти» впервые был использован в 1990-х годах археологом Роберто Веласкесом Кабрерой (исп. Roberto Velázquez Cabrera), изучавшим мезоамериканские музыкальные культуры.
Впервые свисток смерти был обнаружен в 1999 году при раскопках внутри храма Кетцалькоатля на месте ацтекского города Тлателолько в Мехико, в котором ацтеки совершали человеческие жертвоприношения. В храме был обнаружен обезглавленный скелет принесённого в жертву человека возраста около 20 лет, в чьей руке был зажат небольшой керамический свисток. Он был сделан из глины и был выполнен в форме человеческого черепа. На момент открытия учёные[какие?] думали, что это просто украшение, но 15 лет спустя исследователи[какие?], случайно подувшие в него, выявили, что это необычный музыкальный инструмент (утверждают[кто?], что исследователь, который первым дунул в свисток, обнаруженный в Мехико, так испугал своего коллегу, что они оба заплакали и поклялись больше никогда не дуть в него). Этот инструмент по звучанию напоминал душераздирающий крик, после чего он получил название ацтекского свистка смерти. Исследования показывают, что ранние свистки смерти создавались во времена цивилизации ацтеков путем перерезания и сжигания шеи врага, а затем нанесения грязи на череп. Позже стало известно, что такие свистки изготавливались в больших количествах из глины.
Существует несколько гипотез по поводу использования свистка смерти. Одна из них утверждает, что его использовали как инструмент устрашения во время войны, а также в ритуальных целях во время человеческих жертвоприношений. Учитывая внешний вид храма, где было раскопано большое количество свистков смерти, журналист Б. Кост считает, что они использовались для человеческих жертвоприношений. Предполагается, что свисток был защитным талисманом, который использовался для отпугивания злых духов во время путешествия жертвы в загробную жизнь.
Было также выдвинуто предположение, что такие свистки могли одновременно использовать сотни воинов, однако в его поддержку существует мало доказательств.
На основе акустических исследований было проанализировано сходство между звуком свистка смерти и криками мужчин и женщин. В результате было подтверждено, что звук, издаваемый этим инструментом, напоминает человеческие крики, но среди них он звучит как крик ужаса, что вызывает больше страха. По сравнению с криками мужчин от страха женские крики были больше похожи на звуки свистка смерти. Низкочастотный диапазон свистка смерти был аналогичен частотным характеристикам звука крика, вызванного страхом.

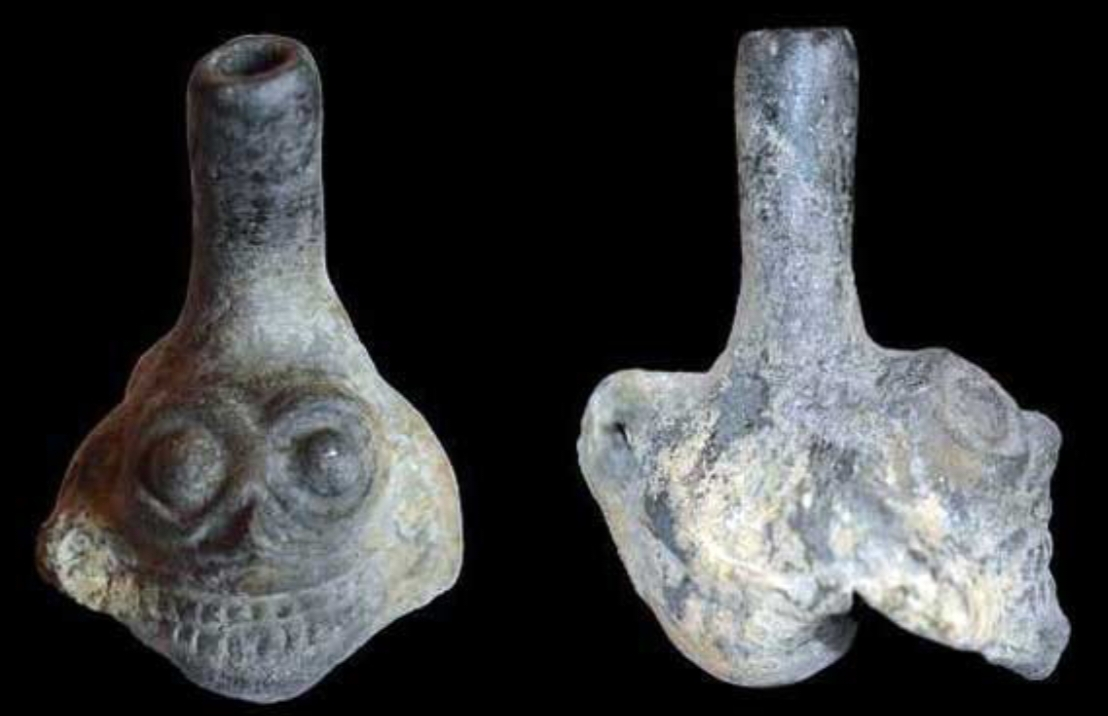
Один из оригинальных свистков смерти

Другие исследователи сомневаются, что этот свисток издавал резкий звук, похожий на визг, поскольку эти звуки, называемые ацтекским свистом смерти, на самом деле производятся гораздо более крупными копиями свистка. Музыкальный археолог Арнд Адже Бот (нем. Arnd Adje Both) имел возможность протестировать оригинальные раскопанные свистки, и их звук был гораздо мягче. Он описывает звук, как похожий на «атмосферный шум, создаваемый ветром». Когда-либо обнаруженные на местах боевых действий или в могилах воинов свистки, скорее всего, были церемониальными или религиозными, а не военными. Однако символическое назначение и фактическое использование свистка требуют дальнейшего изучения и в настоящее время о них существуют лишь предположения.
В 2023 году ацтекский свисток смерти был воспроизведён специалистами «Action Lab» с помощью технологии 3D-печати. Новая версия была создана на основе единственного хорошо сохранившегося образца, найденного в 1990-х годах в Мексике во время раскопок. Он имеет форму черепа и, когда в него дуют, издаёт пронзительный визг. Предполагается, что его использовали перед принесением человеческих жертвоприношений в честь бога ветра Эекатля. Выходящий из свистка звук похож на неистовый крик. По словам Джеймса Оргилла из YouTube-канала «Action Lab», «этот звук считается самым страшным в мире. Хотите верьте, хотите нет, но это не человеческий крик. Звук, издаваемый предсмертным свистком, вселяет страх в ваше сердце. Эффект от крика сильнее, когда вы не видите, что это человек дует в свисток». Далее он объясняет, что свисток имеет форму человеческого горла, издаваемые им звуки содержат смесь частот, однако диапазон 1000 Гц является самым сильным. По его словам, «самый страшный человеческий крик приходится как раз на частоту около 1000 Гц». Потом он дует в четыре свистка, которые сделал с помощью 3D-принтера. При этом один из них звучит как женский крик.